# Mike Garcia
Michael Joseph "Mike" Garcia (Santa Clarita, 24 aprile 1976) è un politico, imprenditore ed ex aviatore statunitense, membro della Camera dei rappresentanti per la California dal 2020 al 2025.

## Biografia
Mike Garcia nasce a Santa Clarita da genitori messicani migrati negli Stati Uniti nel 1959. Fu ammesso alla United States Naval Academy, dove si laureò in scienze politiche. Frequentò poi l'Università di Georgetown, dove ottenne una laurea in studi sulle politiche di sicurezza nazionale. Nel 1998 entrò nella United States Navy come pilota di caccia.
Entrato in politica con il Partito Repubblicano, si candida nel 2020 al Congresso americano per il 25º distretto della California in vista delle elezioni speciali tenutesi dopo le dimissioni della deputata in carica Katie Hill, travolta da accuse di molestie sessuali da parte di alcuni membri dello staff. Il 12 maggio, giorno dell'elezione, venne eletto con il 54% dei voti contro la sfidante democratica Christy Smith ed entrò in carica il 19 maggio.